# Matthew Modine
Matthew Avery Modine (Loma Linda, 22 marzo 1959) è un attore statunitense.

## Biografia
Nato in California, è il più giovane di sette fratelli. La madre, Dolores Warner, era contabile, mentre il padre, Mark Alexander Modine, era gestore di drive-in. Sua zia Nola Fairbanks era anch'essa un'attrice, mentre il suo trisavolo Ralph Jacobus Fairbanks era un famoso cercatore d'oro, nonché imprenditore e pioniere della Death Valley. Verso la fine degli anni settanta si trasferisce a New York, dove studia recitazione con Stella Adler. Dopo alcune apparizioni in serie televisive e soap opera, debutta nella commedia Promesse, promesse (1983); nello stesso anno recita in Streamers di Robert Altman, che gli vale una Coppa Volpi alla Mostra del Cinema di Venezia, e poi interpreta il protagonista di Birdy - Le ali della libertà di Alan Parker insieme a Nicolas Cage.
Nel 1985 recita in Crazy for You - Pazzo per te, con Linda Fiorentino e nel 1987 viene scelto da Stanley Kubrick per interpretare il soldato Joker, il protagonista di Full Metal Jacket. Sempre nel 1987 esce Un ostaggio di riguardo di Alan J. Pakula, in cui offre una grande interpretazione a fianco di Albert Finney. Seguono film come Fuga d'inverno con Mel Gibson, La partita (1988) di Carlo Vanzina e Corso di anatomia (1989).
Nel 1993 lavora nuovamente con Robert Altman in America oggi; nel 1995 partecipa al film Fluke, nel 1996 recita nello sfortunato Corsari di Renny Harlin e l'anno successivo in Bionda naturale, con Daryl Hannah. Nel 2000 è nel cast di Ogni maledetta domenica - Any Given Sunday con Al Pacino e Cameron Diaz. Per il regista Abel Ferrara recita in Blackout (1997), Mary (2005) e in Go Go Tales. Realizza come regista alcuni cortometraggi presentati al Sundance Film Festival e nel 1999 debutta come regista cinematografico nel lungometraggio Oltre il limite.

## Vita privata
Dal 1980 è sposato con l'attrice Caridad Rivera, da cui ha avuto due figli, Boman Mark Rivera Modine (1985) e Ruby (1990).

## Filmografia

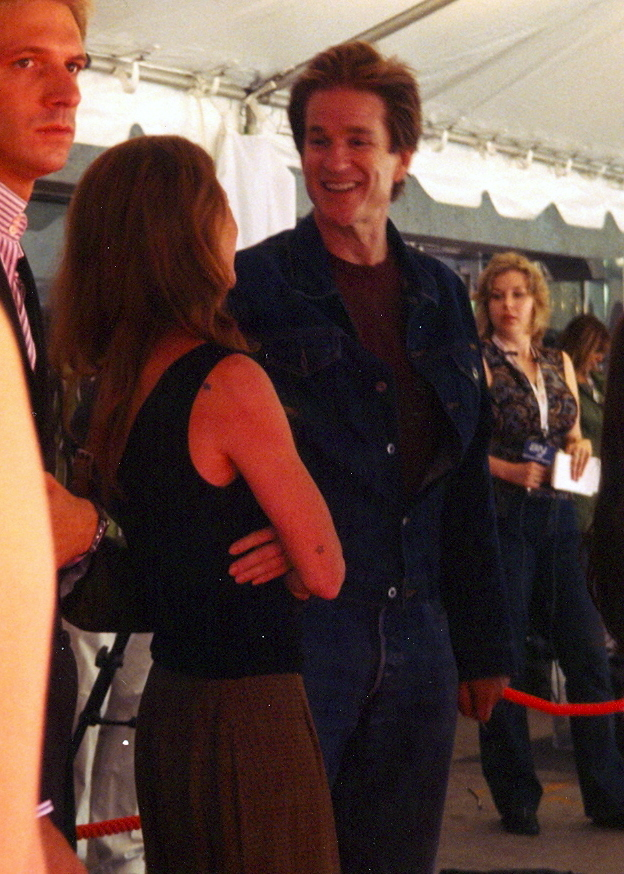
Matthew Modine nel 2006

### Attore

#### Cinema
- Promesse, promesse (Baby It's You), regia di John Sayles (1983)
- American College (Private School), regia di Noel Black (1983)
- Streamers, regia di Robert Altman (1983)
- Hotel New Hampshire (The Hotel New Hampshire), regia di Tony Richardson (1984)
- Birdy - Le ali della libertà (Birdy), regia di Alan Parker (1984)
- Fuga d'inverno (Mrs. Soffel), regia di Gillian Armstrong (1984)
- Crazy for You - Pazzo per te (Vision Quest), regia di Harold Becker (1985)
- Full Metal Jacket, regia di Stanley Kubrick (1987)
- Un ostaggio di riguardo (Orphans), regia di Alan J. Pakula (1987)
- Una vedova allegra... ma non troppo (Married to the Mob), regia di Jonathan Demme (1988)
- La partita, regia di Carlo Vanzina (1988)
- Corso di anatomia (Gross Anatomy), regia di Thom Eberhardt (1989)
- Memphis Belle, regia di Michael Caton-Jones (1990)
- Uno sconosciuto alla porta (Pacific Heights), regia di John Schlesinger (1990)
- Equinox, regia di Alan Rudolph (1992)
- Wind - Più forte del vento (Wind), regia di Carroll Ballard (1992)
- The Tree, regia di Todd Field – cortometraggio (1993)
- Guerra al virus (And the band played on), regia di Roger Spottiswoode (1993)
- America oggi (Short Cuts), regia di Robert Altman (1993)
- I ricordi di Abbey (The Browning Version), regia di Mike Figgis (1994)
- Mariti imperfetti (Bye Bye Love), regia di Sam Weisman (1995)
- Fluke, regia di Carlo Carlei (1995)
- Corsari (Cutthroat Island), regia di Renny Harlin (1995)
- Blackout, regia di Abel Ferrara (1997)
- Scelte pericolose (The Maker), regia di Rand Ravich (1997)
- Bionda naturale (The Real Blonde), regia di Tom DiCillo (1997)
- Oltre il limite (If... Dog... Rabbit...), regia di Matthew Modine (1999)
- Ogni maledetta domenica - Any Given Sunday (Any Given Sunday), regia di Oliver Stone (1999)
- Very Mean Men, regia di Tony Vitale (2000)
- Bamboozled, regia di Spike Lee (2000)
- Nobody's Baby, regia di David Seltzer (2001)
- The Specialist (In the Shadows), regia di Ric Roman Waugh (2001)
- The Shipment - Un carico che scotta (The Shipment), regia di Alex Wright (2001)
- Le Divorce - Americane a Parigi (Le Divorce), regia di James Ivory (2003)
- Hollywood North, regia di Peter O'Brian (2003)
- Funky Monkey, regia di Harry Basil (2004)
- Transporter: Extreme (Transporter 2), regia di Louis Leterrier (2005)
- Mary, regia di Abel Ferrara (2005)
- Opa!, regia di Udayan Prasad (2005)
- Che bel pasticcio (Kettle of Fish), regia di Claudia Myers (2006)
- Go Go Tales, regia di Abel Ferrara (2007)
- Have Dreams, Will Travel, regia di Brad Isaacs (2007)
- Un amore da vicino (The Neighbor) (2007)
- I Think I Thought, regia di Matthew Modine – cortometraggio (2008)
- Cowboy, regia di Matthew Modine – cortometraggio (2008)
- The Garden of Eden, regia di John Irvin (2008)
- Little Fish, Strange Pond, regia di Gregory Dark (2009)
- The Trial, regia di Gary Wheeler (2010)
- Jesus Was a Commie, regia di Matthew Modine e Terence Ziegler – cortometraggio (2011)
- The Flying House, regia di Winsor McCay (2011)
- Girl in Progress, regia di Patricia Riggen (2012)
- Il cavaliere oscuro - Il ritorno (The Dark Knight Rises), regia di Christopher Nolan (2012)
- Jobs, regia di Joshua Michael Stern (2013)
- Weekend in famiglia (Family Weekend), regia di Benjamin Epps (2013)
- Altar, regia di Nick Willing (2014)
- Guests, regia di Mark Columbus – cortometraggio (2014)
- Bastardi insensibili (The Heyday of the Insensitive Bastards), registi vari (2015)
- Merry Xmas, regia di Boman Modine – cortometraggio (2015)
- The Confirmation, regia di Bob Nelson (2016)
- Revengeance, regia di Jim Lujan e Bill Plympton (2016) Non accreditato
- Io, Dio e Bin Laden (Army of One), regia di Larry Charles (2016)
- Stars in Shorts: No Ordinary Love, regia di Tessa Blake, Mandy Fabian, Brad Hall, Boman Modine e Matthew Modine (2016)
- Come diventare grandi nonostante i genitori, regia di Luca Lucini (2016)
- The Hippopotamus, regia di John Jencks (2017)
- 47 metri (47 Meters Down), regia di Johannes Roberts (2017)
- Soldado (Sicario: Day of the Soldado), regia di Stefano Sollima (2018)
- Viaggio con papà - Istruzioni per l'uso (An Actor Prepares), regia di Steve Clark (2018)
- Speed Kills, regia di Jodi Scurfield (2018)
- Backtrace, regia di Brian A. Miller (2018)
- Foster Boy, regia di Youssef Delara (2019)
- Miss Virginia, regia di R.J. Daniel Hanna (2019)
- Guardians of Life, regia di Shaun Monson – cortometraggio (2020)
- Chance, regia di John B. Crye (2020)
- Wrong Turn, regia di Mike P. Nelson (2021)
- Breaking News a Yuba County (Breaking News in Yuba County), regia di Tate Taylor (2021)
- Operazione Varsity Blues: scandalo al college (Operation Varsity Blues: The College Admissions Scandal), regia di Chris Smith – documentario (2021)
- Oppenheimer, regia di Christopher Nolan (2023)
- Retribution, regia di Nimród Antal (2023)

#### Televisione
- ABC Afterschool Specials – serie TV, 1 episodio (1982)
- American Playhouse – serie TV, 1 episodio (1988)
- Guerra al virus (And the Band Played On), regia di Roger Spottiswoode – film TV (1993)
- Giacobbe (Jacob), regia di Peter Hall – film TV (1993)
- Parole dal cuore (What the Deaf Man Heard), regia di John Kent Harrison – film TV (1997)
- The American, regia di Paul Unwin – film TV (1998)
- Fiori per Algernon (Flowers for Algernon), regia di Jeff Bleckner – film TV (2000)
- Jack e il fagiolo magico (Jack and the Beanstalk: The Real Story), regia di Brian Henson – miniserie TV (2001)
- Redeemer, regia di Graeme Clifford – film TV (2002)
- West Wing - Tutti gli uomini del Presidente (The West Wing) – serie TV, 1 episodio (2003)
- Il giovane Hitler (Hitler: The Rise of Evil), regia di Christian Duguay – miniserie TV (2003)
- Expert Witness, regia di John McNaughton – film TV (2003)
- The Winning Season, regia di John Kent Harrison – film TV (2004)
- Law & Order - Unità vittime speciali (Law & Order: Special Victims Unit) – serie TV, 1 episodio (2005)
- Into the West, regia di vari registi – miniserie TV (2005)
- The Bedford Diaries, regia di vari registi – miniserie TV (2006)
- Weeds – serie TV, 12 episodi (2007)
- Sesso & bugie a Las Vegas (Sex and Lies in Sin City), regia di Peter Medak – film TV (2008)
- Too Big to Fail - Il crollo dei giganti (Too Big to Fail), regia di Curtis Hanson – film TV (2011)
- CAT-8: Tempesta solare (CAT. 8), regia di Kevin Fair – miniserie TV (2013)
- Anatomy of Violence, regia di Mark Pellington – film TV (2013)
- Proof – serie TV, 10 episodi (2015)
- Idiotsitter – serie TV, 3 episodi (2017)
- Sanctuary – serie TV, 6 episodi (2019)
- Surveillance, regia di Patricia Riggen – film TV (2019)
- Stranger Things – serie TV, 18 episodi (2016-2022)
- Zero Day – serie TV (2025)
- Sorelle sbagliate (The Better Sister), regia di Craig Gillespie – miniserie TV (2025)

### Regista
- Roy Orbison: A Love So Beautiful - video musicale (1990)
- When I Was a Boy – cortometraggio (1993)
- Smoking – cortometraggio (1994)
- Ecce Pirate – cortometraggio (1997)
- Oltre il limite (If... Dog... Rabbit...) (1999)
- I Think I Thought – cortometraggio (2008)
- To Kill an American – cortometraggio (2008)
- Cowboy – cortometraggio (2008)
- Jesus Was a Commie – cortometraggio (2011)
- The Winsor McCay Resurrection Project – cortometraggio (2011)
- Somebody – cortometraggio (2012)
- Plastic Jesus – cortometraggio (2012)
- As Tears Go By – cortometraggio (2012)
- Super Sex – cortometraggio (2016)
- Stars in Shorts: No Ordinary Love, regia di registi vari (2016)

### Doppiatore
- American Experience – serie TV documentaristica, 1 episodio (1998)
- Good Morning Agrestic – serie TV, 1 episodio (2007)
- Mià e il Migù (Mia et le Migou), regia di Jacques-Rémy Girerd (2008) Versione inglese
- Santa, the Fascist Years, regia di Bill Plympton – cortometraggio (2008)
- Un gatto a Parigi (Une vie de chat), regia di Jean-Loup Felicioli e Alain Gagnol (2010) Versione inglese
- Rughe (Arrugas), regia di Ignacio Ferreras (2011) Versione inglese
- Punky Dunk Project: Punky Dunk and the Goldfish – videogioco (2012)
- Against the Current, regia di Tod Hardin (2021)
- My Love Affair with Marriage, regia di Signe Baumane (2022)

## Doppiatori italiani
Nelle versioni in italiano delle opere in cui ha recitato, Matthew Modine è stato doppiato da:
- Francesco Prando in Hotel New Hampshire, Uno sconosciuto alla porta, Wind - Più forte del vento, Guerra al virus, The Specialist, Jack e il fagiolo magico, La stagione vincente, Che bel pasticcio, Proof, Foster Boy, Oppenheimer
- Sandro Acerbo in Streamers, La partita, Giacobbe, I ricordi di Abbey, Oltre il limite, Breaking News a Yuba County
- Stefano Benassi in Bionda naturale, Stranger Things, Backtrace, Zero Day, Sorelle sbagliate
- Danilo De Girolamo in America oggi, Mariti imperfetti, Ogni maledetta domenica - Any Given Sunday, Le Divorce - Americane a Parigi
- Christian Iansante in Blackout, Notting Hill, Cat. 8 - Tempesta solare
- Massimo Rossi in Fuga d'inverno, Bamboozled
- Loris Loddi in Memphis Belle, Il giovane Hitler
- Roberto Chevalier in Corsari, Retribution
- Antonio Sanna in Il cavaliere oscuro - Il ritorno, 47 metri
- Alessio Cigliano in Parole dal cuore, Jobs
- Fabrizio Pucci in Law & Order: Unità vittime speciali, Un amore da vicino
- Alberto Caneva in Bastardi insensibili, Io, Dio e Bin Laden
- Massimo Giuliani in Birdy - Le ali della libertà
- Riccardo Rossi in Crazy for You - Pazzo per te
- Mattia Sbragia in Full Metal Jacket
- Luca Dal Fabbro in Un ostaggio di riguardo
- Mino Caprio in Una vedova allegra... ma non troppo
- Teo Bellia in Corso di anatomia
- Stefano Mondini in Equinox
- Mauro Gravina in Fluke
- Luca Ward in Scelte pericolose
- Fabrizio Temperini in Transporter: Extreme
- Angelo Maggi in Mary
- Mario Cordova in Weeds
- Claudio Moneta in Go Go Tales
- Massimo Lodolo in Sesso & bugie a Las Vegas
- Gianni Giuliano in Too Big to Fail - Il crollo dei giganti
- Massimo De Ambrosis in Soldado
- Sergio Lucchetti in Speed Kills